# カヤノミカニモリ
カヤノミカニモリ（榧の実蟹守）、学名 Clypeomorus bifasciata は、吸腔目オニノツノガイ科に分類される巻貝の一種。南日本を含むインド太平洋の岩礁海岸に分布する塔型の巻貝である。またカスリカニモリ（絣蟹守）、アラレカニモリ（霰蟹守）はカヤノミカニモリの種内変異とされている。

## 形態
殻高は15-30mm程度で塔型、厚くて堅い。殻表は太く低い縦肋と数本の細く高い螺肋が走り、交点は光沢のある楕円形の顆粒が並ぶ。なお大きさや殻色は地域や個体で変異があり、小型で黒色の「カヤノミカニモリ」、大型で白地に黒色顆粒は「カスリカニモリ」、全体黒褐色で顆粒の顕著なものが「アラレカニモリ」と呼ばれるが、同一種内の変異とされている。また低頻度ながら斑紋や色帯が出る個体、一様に黄白色の個体もいる。
日本における類似種はコベルトカニモリ（コオロギ） Cerithium dialeucum、コゲツノブエ Ce. coralium、ウミニナ Batillaria multiformis、ホソウミニナ B. attramentaria 等であるが、コベルトカニモリは殻の顆粒ではなく螺溝が黒いこと、コゲツノブエは顆粒が楕円ではなく半球であること、ウミニナは肋が弱くゴツゴツしていないこと等で区別できる。また生息環境も異なる。但し熱帯地域ではクワノミカニモリ Clypeomorus petrosa 、オオシマカニモリ Cl. subbrevicula 等さらに類似種が増えるため同定が難しい。
和名の「カヤノミ」は紡錘形で顆粒が多い貝殻がカヤの実に似ることに由来し、「カニモリ」は同じ科の小型種に共通する和名で「蟹が守っている」、つまり「よくヤドカリが入っている」の意である。種内変異のカスリカニモリ、アラレカニモリも、殻表の顆粒をそれぞれ「絣」「霰」に例えている。

## 生態
インド太平洋の熱帯・温帯域に分布し、日本では山口県・千葉県以南の温暖な地域で見られる。日本の温帯域では「カヤノミカニモリ」型が多く見られるが九州南部や沖縄では「カスリカニモリ」「アラレカニモリ」が多い。
岩礁海岸の潮間帯に生息し、潮が引くと石の下や岩の隙間に群れているのが観察できる。本種が見られるのは荒波が叩きつける区域ではなく、大きな岩や防波堤の内側にある岩陰や転石帯、あるいは波静かな内湾の磯である。コベルトカニモリとはほぼ同所的に見られるが帯状分布は本種の方がやや高い。内湾の磯ではウミニナ、ホソウミニナとも同居するが、砂泥の多い区域では見られない。また港内のコンクリート護岸区域では見られないが、護岸されていない区域やテトラポッド下の転石地帯で生き延びているのが見られる。

## 人との関わり
普通は利用されないが、ウミニナ類を食用にする地域では混獲されている可能性がある。但し日本国内では多くの地域で減少が報告されており、環境省レッドリストで準絶滅危惧(NT)とされている他、6県が絶滅危惧種に指定している。なお沖縄県レッドリストでは2005年版で一旦「準絶滅危惧」で掲載されたものの、2017年版で削除されている。
- 準絶滅危惧（NT）（環境省レッドリスト）

- 絶滅 - 愛媛県（2014年[5]）
- 絶滅危惧I類 - 千葉県（2011年「Aランク」[6]）・岡山県（2009年[7]）・長崎県（2017年「絶滅危惧IB類」[8]）・熊本県（2014年「絶滅危惧IB類」[9]）
- 情報不足 - 福岡県（2014年[10]）